# おがっちのレトロ本舗
おがっちのレトロ本舗（おがっちのレトロほんぽ）は、2000年4月6日からエフエム山陰（V-air）で毎週金曜日18:00 - 19:00に放送されているラジオ番組。パーソナリティーは小片悦子、安来のおじ。

## 概要
- リスナーからレトロなリクエスト曲がかけられる。
- 番組内では毎週リスナーからのメールを読む。
- 番組内で読んだメールの中から抽選で番組ノベルティーおじじなるステッカー(通称「スカーシー」)がもらえる。これは、気まぐれで複数選ばれることが多い。かつては一名のみにCDギフト券が贈られていた。
- ごくたまに、根本要・浜田真理子・池田聡をはじめとするゲストが登場することがある。
- 安来のおじの生歌も披露されることがある。
- 放送時刻は木曜19:00 - 19:55、金曜20:00 - 20:55、同19:00 - 19:55と変遷があり、開始当初から長らく55分間の放送（収録）だった。「MIRACLE P.M.」終了に伴って、2009年4月の改編で枠を移動の上で拡大、17:05 - 19:00の1時間55分の放送となった。また放送形態も収録から生放送となり、従来邦楽の懐メロのみ扱っていたのを洋楽にも拡大した。2020年4月の改編で18:00 - 19:00に変更となった。
- 2001年に民間放送連盟大賞のエンターテイメント部門で中四国ブロックで最優秀賞、全国大会で優秀賞を獲得した。

## 放送時間
毎週金曜日 18:00 - 19:00
ただし途中、交通情報や天気予報（17時台）、山陰中央新報ニュース (18:25 - 18:30) が挟まる。以前は、隔週で18:15 - 18:25に「お元気ですか、溝口善兵衛です」が放送されていた。